# The Ultimate Fighter: Team Rampage vs. Team Forrest Finale
The Ultimate Fighter: Team Rampage vs. Team Forrest Finale（ジ・アルティメット・ファイター：チーム・ランペイジ・バーサス・チーム・フォレスト・フィナーレ、別名The Ultimate Fighter 7 Finale）は、アメリカ合衆国の総合格闘技団体「UFC」の大会の一つ。本大会はリアリティ番組「The Ultimate Fighter」シーズン7のフィナーレとして、2008年6月21日、ネバダ州ラスベガスのザ・パールで開催された。

## 大会概要
トーナメント準決勝の再戦となった決勝戦では、プロデビュー戦となったアミール・サダローがCB・ダラウェイを下しTUFシーズン7ミドル級トーナメント優勝を果たした。
メインイベントのミドル級戦ではTUF3優勝者ケンドール・グローブが元UFC世界ミドル級王者エヴァン・タナーを2-1の判定で下した。タナーにとっては生前最後の試合となった。
なお、第1試合で予定されていたティム・クレデューとケイル・ヤーブローのミドル級戦は中止となった。
NABC MMAミドル級王者ダンテ・リベラ、キャリア6戦全勝のCB・ダラウェイがUFCデビュー。

## 試合結果

### プレリミナリィカード
第1試合 ミドル級 5分3R
○  ロブ・キモンズ vs.  ロブ・ヤント ×
1R 3:58 フロントチョーク
第2試合 ミドル級 5分3R
○  ディーン・リスター vs.  ジェレミー・ホーン ×
1R 3:52 フロントチョーク
第3試合 ウェルター級 5分3R
○  マット・ブラウン vs.  マット・アローヨ ×
2R 3:40 TKO（レフェリーストップ：パウンド）
第4試合 ミドル級 5分3R
○  ドリュー・マクフェドリーズ vs.  マービン・イーストマン ×
1R 1:08 TKO（レフェリーストップ：スタンドパンチ連打）
第5試合 ウェルター級 5分3R
○  ダスティン・ヘイズレット vs.  ジョシュ・バークマン ×
2R 4:46 腕ひしぎ十字固め

### メインカード
第6試合 ミドル級 5分3R
○  マット・リドル vs.  ダンテ・リベラ ×
3R終了 判定3-0（30-27、30-27、29-28）
第7試合 ライト級 5分3R
○  スペンサー・フィッシャー vs.  ジェレミー・スティーブンス ×
3R終了 判定3-0（29-28、29-28、29-28）
第8試合 ウェルター級 5分3R
○  ディエゴ・サンチェス vs.  ルイージ・フィオラヴァンティ ×
3R 4:07 TKO（レフェリーストップ：跳び膝蹴り→パウンド）
第9試合 TUF 7ミドル級トーナメント 決勝戦 5分3R
○  アミール・サダロー vs.  CB・ダラウェイ ×
1R 3:02 腕ひしぎ十字固め
※サダローがトーナメント優勝。
第10試合 ミドル級 5分3R
○  ケンドール・グローブ vs.  エヴァン・タナー ×
3R終了 判定2-1（28-29、30-26、30-26）

### 各賞
ファイト・オブ・ザ・ナイト： ダスティン・ヘイズレット vs. ジョシュ・バークマン
ノックアウト・オブ・ザ・ナイト： ドリュー・マクフェドリーズ
サブミッション・オブ・ザ・ナイト： ダスティン・ヘイズレット
各選手にはボーナスとして20,000ドルが支給された。